# Le Camarguais

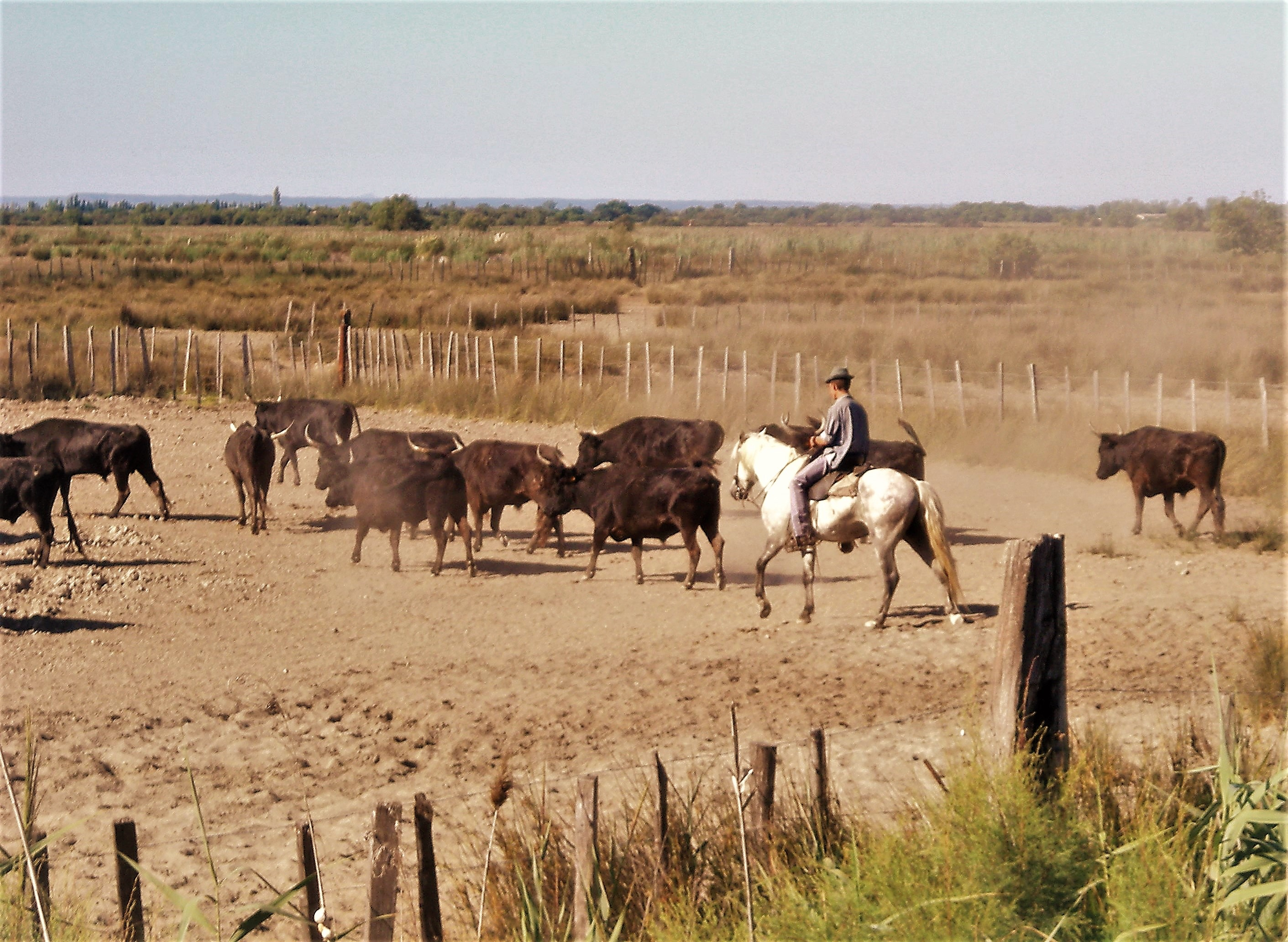
Gardian dans une manade camarguaise

Le Camarguais est une série dramatique française de neuf téléfilms dont l'acteur principal est Jean-François Stévenin, diffusée sur France 3 à partir de mars 2002, jusqu'en 2005,.

## Synopsis
Virgile Berto, dit le Camarguais, est le maire de la petite commune imaginaire de Saint-Gineste, en plein cœur de la région camarguaise entre Marseille et Arles. Malgré ses origines locales, il n'a pas toujours vécu là et a vécu sa vie professionnelle de commissaire de police dans de nombreuses villes françaises. Nostalgique, il a fini par revenir dans la région et il a rouvert, avec l'aide de sa femme Anna, la manade de ses parents, laissée à l'abandon et pris la place de maire dans son village familial.
Durant les neuf épisodes, le Camarguais, en tant qu'édile et ancien commissaire va connaître de nombreuses aventures au milieu d'une population locale dont il ignore par les habitudes et les préoccupations au travers des grands paysages de cette région formée par le delta du Rhône avec bien sur, la compagnie des chevaux et des taureaux

## Fiche technique
- Titre : Le Camarguais
- Réalisation : Patrick Volson, Olivier Langlois et William Gotesman
- Durée de chaque épisode : 90 minutes
- Producteurs : France 3
- Première diffusion (en France) : 23 mars 2002[2]
(également diffusée sur la chaîne Équidia)
- Genre : série dramatique
- Pays :  France
- Langue : français

## Distribution
- Jean-François Stévenin : Virgile Berto, le « camarguais ».
- Laura del Sol : Anna (son épouse)
- Guilaine Londez : Maryse
- Brigitte Bémol : Angèle
- Bernard Larmande : Théron
- Pascal Elso :  le curé

## Liste des épisodes

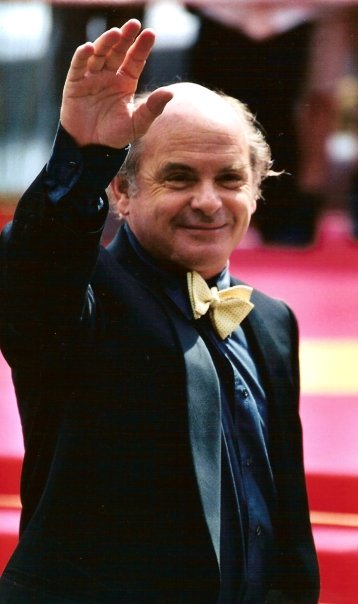
Jean-François Stévenin en 2002

Tous ces épisodes ont été tournés en décor naturel avec Jean-François Stévenin dans le rôle titre .
- 2002 : Deux sons de cloche de Patrick Volson
- 2003 : Le Facteur inconnu de Patrick Volson
- 2003 : Paddy de Patrick Volson
- 2003 : Rave d'un jour de William Gotesman
- 2004 : Entre deux feux d'Olivier Langlois
- 2004 : Trois filles au volant d'Olivier Langlois
- 2004 : Jean-Jean de William Gotesman
- 2004 : Un nouveau départ d'Olivier Langlois
- 2005 : Un Noël pas comme les autres d'Olivier Langlois

## Lieux de tournage
Durant les neuf épisodes, la série présente les différents paysages de la Camargue, les berges du Rhône, les villes d'Arles, Tarascon et Beaucaire, les petits villages de Vallabrègues, Mézoargues et Boulbon et même jusqu'à Marseille.

## Accueils et critiques
Si la série a pu bénéficier de quelques critiques favorables, celle-ci n'a pas atteint le niveau d'audience et de succès de séries identiques, telles que Louis la Brocante ou Un village français. La journaliste Nathalie Crom, malgré la sympathie qu'elle porte à l'acteur principal, explique, sur le site du journal La Croix, que certains épisodes « sont loin d'être convaincants ».